# Artistique-Europameisterschaft 1979

Logo CEB (ausrichtender Verband)

Veranstaltungsort: Barcelona

Die Billard-Artistique-Europameisterschaft 1979 war das 22. Turnier in dieser Disziplin des Karambolagebillards und fand vom 11. bis zum 11. Januar 1979 in Barcelona statt.

## Modus
Gespielt wurden 76 verschiedene Figuren mit verschiedenen Punktewertungen. Jeder Teilnehmer hatte pro Figur drei Versuche. Die maximale Punktzahl betrug 500 Punkte.

Gewertet wurde wie folgt:
1. Punkte = Erzielte Punkte
2. Versuche = Anzahl der gespielten Versuche
3. gelöste Figuren = gelöste Figuren
4. HS = Punkte der nacheinander gelösten Figuren
5. % = Prozentual gelöste Figuren

## Abschlusstabelle
| Platz                        | Name                | Punkte | Versuche | gel. Figuren | HS | %       |
| ---------------------------- | ------------------- | ------ | -------- | ------------ | -- | ------- |
| 1                            | Claudio Nadal       | 292    | 170      | 48           | 47 | 58,40 % |
| 2                            | Ricardo Fernández   | 258    | 172      | 44           | 30 | 51,60 % |
| 3                            | Raymond Steylaerts  | 245    | 181      | 42           | 27 | 49,00 % |
| 4                            | Léo Corin           | 240    | 179      | 41           | 57 | 48,00 % |
| 5                            | Gérard Mouradian    | 217    | 190      | 37           | 32 | 43,40 % |
| 6                            | Gert Tiedtke        | 200    | 183      | 35           | 28 | 40,00 % |
| 7                            | Cees van Oosterhout | 176    | 196      | 30           | 21 | 35,20 % |
| 8                            | Giuseppe Tomsich    | 162    | 197      | 29           | 21 | 32,40 % |
| 9                            | Julio Gil           | 144    | 198      | 27           | 24 | 28,80 % |
| Turnierdurchschnitt: 42,97 % |                     |        |          |              |    |         |